# Viju TV1000 русское
viju TV1000 русское (ранее – TV1000 Русское кино) — российский телеканал компании Viasat, предлагающий к просмотру отечественные картины от советской классики до новинок. В эфире канала номинанты и лауреаты популярных российских и европейских кинофестивалей. Вещает в сетях подавляющего большинства кабельных операторов в России и странах СНГ. Прямая трансляция канала доступна также в сервисе viju.

## История канала
Впервые телеканал начал вещание в России 1 октября 2005 года.
С 2014 года под эгидой телеканала «TV1000 Русское кино» на территории России и стран СНГ проводятся фестивали «Неделя российского кино».
1 июня 2016 года телеканал перешёл на вещание в стандарте высокой чёткости (HD).
1 июня 2017 года в Украине под давлением Нацсовета по телерадиовещанию провёл ребрендинг в TV1000 World Kino.
С июля 2017 года российская компания Viasat, к тому времени включающая уже 15 популярных телеканалов, распространяемых на территории России и стран СНГ, и онлайн-кинотеатр, становится частью Национальной медиа группы.
28 февраля 2022 года канал прекратил работу в странах Балтии и был заменен на TV1000 World Kino, таково было решение TV3 Group после вторжения России на Украину.
С 1 марта 2023 года телеканалы Viasat были объединены под общим брендом viju и провели ребрендинг всех телеканалов. Телеканал «TV1000 Русское кино» сменил своё название на viju TV1000 русское.